# Крымская дивизия Добровольческой армии
Крымская дивизия (Кр.д-я) — воинское соединение в
Добровольческой армии (до 10.01.1919); Крымско-Азовской Добровольческой армии (до 19.01.1919) Вооружённых сил Юга России во время Гражданской войны в России.

## История
1918 год
Приказом представителя Добровольческой армии в Крыму № 6 от 10 (старый стиль)/23 (новый стиль) ноября 1918 года было объявлено о вступлении на территорию Крыма частей Добровольческой армии и включении сформированных на территории Крымского полуострова воинских частей в её состав. В состав армии вошли Крымская дивизия, 3-я дивизия, Мелитопольский отряд, отдельный Перекопский батальон, Бердянский пехотный полк.
19 ноября (ст.ст.) началось формирование Крымской дивизии Добровольческой армии. Начальник дивизии генерал-майор А. В. Корвин-Круковский.,
- А. В. Корвин-Круковский. В декабре 1917 вступил в Добровольческую армию. В феврале—сентябре 1918 — комендант штаба Добровольческой армии. Участвовал в Первом Кубанском походе в должности начальника обоза армии. С сентября 1918 занимал должность коменданта главной квартиры Главнокомандующего, с ноября находился в резерве чинов при штабе Главнокомандующего Добрармии. Начальник гарнизона г. Симферополя (губернский город Таврической губернии) и начальник Крымской пехотной дивизии (19.11.1918 — 19.01.1919) в составе Крымско-Азовского корпуса (27.12.1918-10.01.1919) Добровольческой армии, а затем Крымско-Азовской армии (с 10-19.01.1919). С 19.01-21.05.1919 начальник 4-й дивизии  Крымско-Азовской армии. С 21-28.05.1919 начальник 4-й пехотной дивизии Крымско-Азовской армии. С 28 мая 1919 числился вновь в резерве чинов при штабе ВСЮР. С декабря 1919 по февраль 1920 был комендантом г.Новороссийска. Затем состоял в резерве чинов (по другим данным начальник 4-й пехотной дивизии) Русской армии барона Врангеля.

С 27 декабря Крымская дивизия входила в состав Крымско-Азовского корпуса Добровольческой армии. Приказ главнокомандующего ВСЮР № 4 от 27 декабря 1918.
К 31 декабря дивизия включала:
- Симферопольский офицерский полк,[2]
- Крымский сводный пехотный полк[2] (полк сформирован из сводных батальонов 13 и 34 пд),[1]
- 2-й Таманский полк Кубанского казачьего войска,[2],[1]
- Запасный кавалерийский полк,[2],[1]
- Отдельный кадровый эскадрон.[2]

1919 год
8 января в результате объединения Добровольческой армии и армии Всевеликого Войска Донского для совместной борьбы против Советских Республик созданы Вооружённые силы Юга России (далее ВСЮР). Крымская дивизия Крымско-Азовского корпуса Добровольческой армии вошла в состав ВСЮР.
10 января основе корпуса Крымско-Азовского корпуса (переименован) сформирована Крымско-Азовская Добровольческая армия (далее К-А Добрармия). Крымская дивизия вошла в состав армии.,
С 19 января Крымская дивизия получила наименование 4-я дивизия. Начальник дивизии генерал-майор А. В. Корвин-Круковский. Дивизия входила в Крымско-Азовскую Добровольческую армию. Приказ главнокомандующего ВСЮР № 134 от 19 января 1919, приказ Крымско-Азовской Добровольческой армии № 28 от 26 января 1919.

## Подчинение
- 19 января — 27 декабря 1918: Добровольческая армия;
- 27 декабря 1918 — 8 января 1919: Добровольческая армия, Крымско-Азовский корпус;
- 8 — 10 января 1919: Вооружённые силы Юга России, Добровольческая армия, Крымско-Азовский корпус;
- 10 −19 января 1919: Вооружённые силы Юга России, Крымско-Азовская Добровольческая армия.

## Командование
- Начальник дивизии генерал-майор А. В. Корвин-Круковский (19 ноября 1918 — 19 января 1919).[2]

## Состав
На 31 декабря 1918:
- Управление дивизии
- Симферопольский офицерский полк[2]
- Крымский сводный пехотный полк[2] (полк сформирован из сводных батальонов 13 и 34 пд)[1]
- 2-й Таманский полк Кубанского казачьего войска[2],[1]
- Запасный кавалерийский полк[2],[1]
- Отдельный кадровый эскадрон[2]